# Delight (Arkansas)
Delight ist eine Stadt im Pike County im US-amerikanischen Bundesstaat Arkansas. 2020 betrug die Einwohnerzahl 288. Die Gesamtfläche der Stadt beträgt knapp 1,3 Quadratkilometer.
Delight ist Teil der sozioökonomischen Region Ark-La-Tex, die Teile der vier Bundesstaaten Arkansas, Louisiana, Oklahoma und Texas umfasst.

## Demographie
Die Volkszählung 1990 zeigte auf, dass in 135 Haushalten und 85 Familien 311 Menschen lebten, dies entsprach 261 Menschen pro Quadratkilometer. 95,5 % der Bewohner waren Weiße, 3,22 % Indianer, 0,96 % Farbige, 0,32 % Asiaten und 0,32 % Hispanics oder Lateinamerikaner. Das Durchschnittsalter betrug 39 Jahre, auf 100 Frauen mit dem Mindestalter von 18 Jahren kamen etwa 80 Männer.
Bis zur Volkszählung 2010 sank die Einwohnerzahl auf 279.

## Persönlichkeiten
Der bekannte, erfolgreiche und zwischen 1967 und 1975 mehrfach ausgezeichnete Country-Sänger Glen Campbell (1936–2017) wurde in Delight geboren, ebenso wie Gregory Scott Reeves, ebenfalls Country-Sänger und darüber hinaus Schauspieler. Außerdem lebte der frühere Rechnungsprüfer und Schatzmeister des Bundesstaates Arkansas, Gus Wingfield, dort.